# Punta Durán
Die Punta Durán ist eine Landspitze im Norden der Maxwell Bay (in Chile Bahía Fildes genannt) an der Südküste von King George Island, der größten der Südlichen Shetlandinseln. Sie liegt zwischen Nebles Point im Osten und Jasper Point im Westen.
Die Landspitze bildet die östliche Begrenzung der Schiffsbucht sowie nach der chilenischen Beschreibung im Composite Gazetteer of Antarctica des Wissenschaftlichen Ausschusses für Antarktisforschung die nördliche (genauer nordöstliche) Begrenzung der Ardley Cove, welche somit nach chilenischer Auffassung Schiffsbucht, Norma Cove und Rocky Cove als Nebenbuchten mit einschließt.